# 热内 (芒什省)
热内（法語：Genêts，法語發音：[ʒənɛ]）是法国芒什省的一个市镇，属于阿夫朗什区。

## 地理
热内（48°41'5"N, 1°28'33"W）面积6.89 平方千米，位于法国诺曼底大区芒什省，该省份为法国西北部沿海省份，西、北、东北三面环大西洋，东起顺时针与卡爾瓦多斯省、奧恩省、马耶讷省和伊勒-维莱讷省接壤。
与热内接壤的市镇（或旧市镇、城区）包括：德拉热-龙通、万镇。

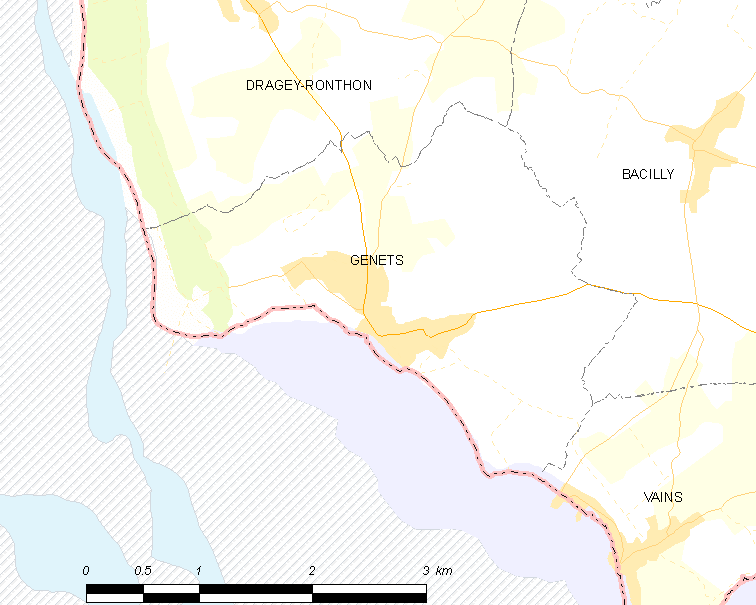
的OSM定位图

热内的时区为UTC+01:00、UTC+02:00（夏令时）。

## 行政
热内的邮政编码为50530，INSEE市镇编码为50199。

## 政治
热内所属的省级选区为阿夫朗什县。

## 人口

1962-2008年间人口变化图示

热内于2022年1月1日时的人口数量为453人。